# Бія
Бі́я (рос. Би́я) — річка в Республіці Алтай і Алтайському краї Росії. Витікає з Телецького озера і, зливаючись з Катунню, утворює річку Об.

## Загальні відомості
Довжина — 301 км, площа басейну — 37 000 км².
На Бії розташовано місто Бійськ.

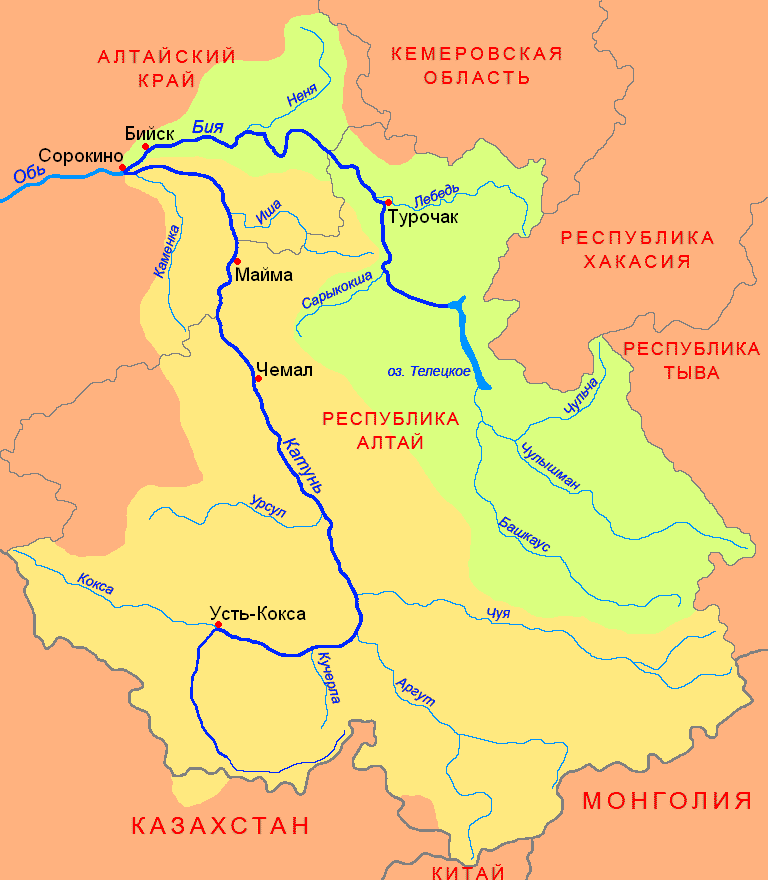
Басейн Бії та Катуні

Річка використовується туристами для сплавів, категорія складності II (для катамаранів), на ділянці від витоку до Верх-Бійська є декілька порогів.
Вода на ділянці від Телецького озера до впадіння Сарикокші прозора і холодна.

## Основні притоки
- Пижа — ліва притока;
- Сарикокша — ліва притока. Після Сарикокші вода Бії помітно каламутніє;
- Лебедь — права притока.

## Населені пункти
Витік річки (на Телецькому озері) оточений двома селами — Артибаш і Іогач. В Іогачі знаходиться великий лісгосп. Процвітає туристичний бізнес. Пошта працює нерегулярно. На базі відпочинку «Золоте озеро» (найбільша і найстаріша турбаза на озері) є свій переговорний пункт для міжміського зв'язку.
Село Верх-Бійськ. Є декілька магазинів. У цьому селі траса Горно-Алтайськ — Верх-Бійськ перетинає річку, прохід під мостом небезпечний для недосвідчених сплавників. Напроти села одні з найвищих валів на річці.
Районний центр Турочак. Є пошта (прямо над порогом «Улово»), міжміський телефон. Зв'язаний автобусним сполученням з Горно-Алтайськом, Бійськом.